# Interstate 25
A 25-ös Interstate autópálya (I-25) az új-mexikói Las Cruces városát köti össze a wyomingi Buffalo városával. Hossza nem sokkal haladja meg az 1700 kilométert (1060 mérföld). Útvonala során olyan nagyobb városokat érint, mint El Paso, Albuquerque, Denver illetve Cheyenne.

## Leírás
Az út az I-10-es autópálya Las Cruces-i leágazásánál indul. Rögtön az elején egy elágazás található a 70-es és a 180-as US-országutakra. Innentől kezdve egészen Albuquerque-ig szinte nem is található rajta kijárat.
Albuquerque belvárosában találkozik az I-40-es autópályával. A két út külön-külön is nagy forgalmat bonyolít le, de a találkozási pontjuknál, ahol találkozik ez a két forgalmas szakasz, iszonyatosan nagy dugók szoktak kialakulni (Lásd a jobb oldalon lévő képet!). A hab a tortán: a 60-as és a 66-os US-országutak forgalma, mely szintén itt találkozik az I-25-össel. Egy szóval: A csomópont minden esetben kerülendő. 2002-ben az Egyesült Államokbeli Közlekedési Hatóság (röviden: USDT) és a Szövetségi Autópálya mérnökség (röviden: FHA) felújította ezt a csomópontot és egy teljesen új kialakítást kapott, így a hosszabb várakozások kellemesebb körülmények között telnek azóta.
A következő, igen forgalmas csomópont Denverben található, ahol találkozik az I-70-es autópályával. Pueblo megyében a John F. Kennedy Memorial Way nevet viseli az útszakasz, a méltán híres elnök, John F. Kennedy neve alapján. Az autópálya Wyoming államba lépése előtt elhalad az Egyesült Államok Légierő Akadémiája mellett is.
Wyoming államban csupán három kiágazás található: Cheyenne, Casper és Sheridan városoknál. Ezek közül a sheridani nem is kiágazás, inkább torkolat, ugyanis betorkollik az I-90-es autópályába.

## Érintések

### Útvonala
|         | mérföld | kilométer |
| ------- | ------- | --------- |
| NM      | 462,12  | 744,15    |
| CO      | 305,04  | 490,91    |
| WY      | 300,95  | 484,62    |
| Teljes: | 1068,11 | 1719,68   |

- El Paso, Texas
- Las Cruces, Új-Mexikó
- Albuquerque, Új-Mexikó
- Santa Fe, Új-Mexikó
- Las Vegas, Új-Mexikó
- Raton, Új-Mexikó
- Pueblo, Colorado
- Colorado Springs, Colorado
- Denver, Colorado
- Fort Collins, Colorado
- Cheyenne, Wyoming
- Casper, Wyoming
- Sheridan, Wyoming

### Fontosabb kereszteződések más autóutakkal
- Interstate 10 - Las Cruces
- Interstate 40 - Albuquerque
- Interstate 70 és  Interstate 225 - Denver
- Interstate 80 - Cheyenne
- Interstate 90 - Buffalo
- Colorado 470 - Lone Tree (Colorado)
- Interstate 76 és  Interstate 270 - Welby (Colorado)

## Fordítás
- Ez a szócikk részben vagy egészben  az   Interstate 25 című angol Wikipédia-szócikk fordításán alapul.  Az eredeti cikk szerkesztőit annak laptörténete sorolja fel. Ez a jelzés csupán a megfogalmazás eredetét és a szerzői jogokat jelzi, nem szolgál a cikkben szereplő információk forrásmegjelöléseként.